# Sphinctus yunnanensis
Sphinctus yunnanensis là một loài tò vò trong họ Ichneumonidae.